# Llona
Llona es una entidad de población española del municipio de Munguía, perteneciente a la provincia de Vizcaya, en la comunidad autónoma del País Vasco.

## Historia
Hacia mediados del siglo XIX, el lugar ya era un barrio perteneciente a la anteiglesia de Munguía. Aparece descrito en el décimo volumen del Diccionario geográfico-estadístico-histórico de España y sus posesiones de Ultramar de Pascual Madoz con las siguientes palabras:

LLONA: barrio en la prov. de Vizcaya, part. jud. de Güernica, térm. de Munguía.
(Madoz, 1847, p. 505)

En 2023, la entidad singular de población tenía empadronados 164 habitantes.